# Бидермајер
Бидермајер је период између Конгреса у Бечу (1814–15. год.) и Буржоаске револуције (1848. год). Сматра се да је то последњи период пре индустријализације. То је уметнички правац и животни стил у првој половини 19. века у немачком говорном подручју.

## Настанак назива
Сам назив бидермајер први је употребио Јозеф Виктор вон Шефел. Назив је добијен комбинацијом двеју измишљених малограђанских и сатиричних ликова у Минхенском часопису Fliegende Blätter господе Бидермана и Буменмајера. Највише јединство слога је добио у примењеној уметности у намештају, порцелану и текстилу. Бидермајер је постао синоним за естетику буржоазије.

## Карактеристике
Везан је за буржоаски рационални и склон једноставности став, који се испољио кроз моду, уметност, дизајн намештаја и књижевност тог времена. Бидермајер се одликује практичношћу, линеарношћу и комфором. Бидермајер је грађанско раздобље ампира (отуда и назив грађански ампир), племићко-грађанског стила који произилази из класицизма. Значи иако је потекао из ампир стила, који је превладавао до 1814. године Бидермајер уноси у кратком времену такве новине у естетици и обликовању примењене уметности које ће га заувек направити авангардом савременог дизајна. У првој половини 19. века буржоазија се финансијски полако изједначавала са аристократијом, па је могла себи да приушти производе који су јој пре били недоступни, као на пример сребро, тапацирани намештај и порцеланску керамику чије цене су због увођења мануфактурне производње знатно пале. Укуси владајућих класа су се све више подударали, али с друге стране грађанска класа није још имала могућности да стиче већа имања и зграде, па је овај стил, налик данашњем времену био заступљенији и адаптиранији за градске амбијенте.
Бидермајер преузима форме стила ампир али их омекшава увођењем заобљених линија. Намештај у стилу бидермајер је лишен сувишних украса тако да његове елегантне и флуидне контуре у потпуности долазе до изражаја а утисак који оставља може бити изненађујуће модеран. Намештај је функционалан и удобан и може деловати једноставно у односу на монументалан или китњаст намештај претходних епоха.

## Архитектура
Бидермајерска архитектура открива одмак од романтизма натраг ка класицизму, али са већим фокусом на реализам, есенцијално је варијанта класицизма. Историјски гледано, бидермајер има корелације са ампир стилом у Француској и регент стилом у Енглеској, али је сведенији од својих савременика. Са све већом урбанизацијом која је била карактеристична за период десио се пораст у конструкцији почетком деветнаестог века. Стил карактеризују монументалне грађевине овог периода, стил је ултимативно био намењен новонасталој средњој класи и буржоазији. Јосиф Корнхаусел (Joseph Kornhäusel) је знаменити и вероватно најпознатији архитекта бидермајера, остављајући велики траг у Бечу и његовој околини.
Кроз јединство једноставности и функционалности, бидермајерска неокласична архитектура створила је тенденције пресудног значаја за архитекте Бечке сецесије, нарочито Јозефа Хофмана, баухаус и архитектуру 20. века.

## Бидермајер у уметности
Бидермајер се јавља у уметности пре свега се инспиришући у модном романтизма, пре свега у сликарству:
- Мориц вон Швинд,
- Фридрих Гаојман,
- Едвард Гертнер,
- Адолф Менцтнер,
- Лудвиг Рихтер,
- Карл Шпицвег,
- Јозеф Крихубер,
- Фердинанд Георг Валдмилер и др. представљани су пејзажи, собе у грађанству, дворишта, затишја а омиљен је био и портрет. Са бидермајером су у књижевности спојени песници;
- Анете фон Дросте- Хулсхоф, или
- Едуард Морике

или композитор;
- Франц Шуберт а као драматурзи се помињу;
- Франц Грилпарцер и
- Јохан Непомук Нестрој.

## Бидермајер као стил у намештају
Највише јединства у стилу се показује у уметности намештаја у доба стила бидермајера. Бидермајер се карактерише у односу на емпир једном интимнијом атмосфером и минитиризијацијом размере, наглашавањем удобности и то нарочито код седећег намештаја, повећаној функционалности. Први примерци овакве уметности су настали у Бечу где је деловао енглески намештај као пример. Типични примерци за бидермајер су мали намештај као ноћни сточићи. Типични примери намештаја овог стила су лаке столице и софе, љупке комоде, писаћи столови, витрине са стаклом и полице за књиге. На бидермајер период утицали су сви стари стилови од ренесансе до Луј XVI и Аустријског царства. Општа одлика периода је мешавина стилова и трагање за удобношћу, велика разноврсност крупног намештаја, столица и фотеља. Често су употребљавана дубоко ушивена дугмад на седиштима, гуртне и чипке за покривање спојева на дрвету и тапацирунгу. Коришћене су и разне врсте дрвета, обично тамне нијансе, са инкрустрацијама ћилибара и седефа, примењивана је кувана кожа, хартија и гвожђе. Бидермајер период је сматран за типично немачки феномен и кроз њега се испољавају први резултати индустријализације, стандардизовани конфекцијски комади, једноставност форме, функционалност и модерни методи дистрибуције.
Дизајн намештаја је заснован на основним геометријским облицима као што су квадрат, троугао, круг и елипса, који су укомбиновани тако да чине складну целину. Код комода, ормана и секретера у правоугаону површину може бити уписан троугао, круг, полукруг или елипса. Намештај облих линија, попут столова, столица и софа, одликује се комбиновањем кривина и контра – кривина чиме се постиже динамичан ефекат, а ови комади су посебно оригинални и елегантни. Тежња за супротстављањем конкавно и конвексно извијених контура огледа се и у популарности облика лире, који се често јавља у виду подупирача малих столова или на наслонима столица. Један од оригиналних бидермајер изума је секретер у облику лире. Сфера је још један од геометријских облика који се јавља на намештају, било као декоративни елемент у виду малих кугли најчешће црне боје, било као форма целог комада намештаја. Међу најсложеније, најоригиналније и најлепше комаде бидермајер намештаја спадају сточићи за ручни рад у облику глобуса или полулопте.
Најимпозантнији комад намештаја у салону је секретер који је ригиднији и масивнији од осталих типова намештаја и има репрезентативну улогу. Обично је четвртастог облика и великих пропорција и као такав се сматра мушким типом намештаја. Његова спољашњост са уравнотежено распоређеним масама, понекад са троугластим забатом и стубовима на бочним ивицама, подсећа на архитектуру. У доњем делу он најчешће има три фиоке, средњи део чини површина за писање која се обара откривајући мноштво малих фијока и преграда распоређених око централне нише, чији распоред такође подсећа на архитектонску фасаду. Унутрашњи део је често раскошније и детаљније декорисан од строге спољашњости секретера, уз коришћење скупоценијих или барем другачијих материјала. Међу унутрашњим фијокама скривена је једна, или више тајних, „невидљивих“, фијока које се отварају помоћу специјалног механизма и у којима се чувају посебно вредна документа, чија садржина не би смела да доспе у јавност. Горњи део секретера може бити у виду елемента са двокрилним или трокрилним вратанцима или са фијоком која се заправо извлачи и служи као површина за писање када је човек у стојећем положају. Горњи део може бити ужи у односу на доњи део или лучно заобљен. Секретер може имати и заобљене елементе, а од традиционалне четвртасте форме највише се удаљава такозвани секретер-лира, који је потпуно заобљен и представља један од најоригиналнијих типова бидермајер намештаја.

## Наслеђе и утицај
Иако историјски период и стил нису пуно цењени сем можда музике, као на пример Шуберт (Franz Schubert), у последње време се све више препознаје његов значај. Бидермајер и даље има савремен осећај због одбијања да се задовољи рециклирањем историјских стилова (али признаје своју неокласичну инспирацију), принцип који је често изгубљен у поплавама препорода који су превладавали, почевши од готике после 1840-их. Бидермајер је увео свеобухватан напредак у логистику свакодневног живота. Сигнализирао је проналазак не само једноставности и утилитаризма већ и доласка, у одређеној мери, домаћинства каквог га ми познајемо и у том процесу модерног дизајна и модерног живљења. Његов утицај ће бити велики, бидермајер је претходник многих модерних ствари: Бечке сецесије и Бечке радионице посебно, чије је лидере доста инспирисао захваљујући својим бечким коренима, али и Покрета уметности и занатства, сецесије, ар деко-а, баухас-а и модерног дизајна после Другог светског рата.
Почетком 20. века, захваљујући архитектама Алдофу Лос, Петер Беренсу, Ото Вагнеру, Јозефу Хофману касније и Лудвигу мис ван дер Роу, чија су дела била инспирисана бидермајерским дизајном и комфором, реафирмисао као један авангардни стил и претеча модерног концепта унутрашње декорације. Савременост бидермајерског дизајна је тако дефинитивно призната те се као аутентични стил очувао до данашњих дана.
У време Бидермајера је по прву пут у Европи настао истински интерес за природу уопште, и посебно за ботанику. Стил неговања цвећа, башти и вртова се од тада развијао независно и ван токова француске школе пејзажне архитектуре која је сматрала цвеће и дрвеће у вртовима као саставни део ентеријера станова и кућа. Из Бидермајера се данас развио и цвећарски занат, понекад и хоби, у дизајнирању букета (нарочито за венчања), корпи, накита, торби и слично. У принципу се користе јефтини и лако доступни материјали, траке, перле, свеће, у комбинацијама са цвећем и/или другим биљним украсима.